# Joshua Hassan
Pour les articles homonymes, voir Hassan.
Sir Joshua Hassan, né le 21 août 1915 à Gibraltar, et mort le 1er juillet 1997 dans la même ville, est une personnalité politique britannique et gibraltarienne, deux fois ministre en chef de Gibraltar. Sa première période d'activité a duré du 11 août 1964 au 6 août 1969, et sa seconde du 25 juin 1972 au 8 décembre 1987.

## Biographie
Joshua Abraham Hassan est né dans une famille juive, originaire de Maroc et Minorque, et a été socialiste dans sa jeunesse.
En septembre 1942, un groupe de compatriotes, employés de bureau et travailleurs, dirigé par le syndicaliste Albert Risso, s'est réuni pour former une association prônant le retour des évacués et les droits civils des habitants de Gibraltar. Ils ont demandé à Hassan de les rejoindre. Initialement nommé « The Gibraltaral Association », le groupe prit, sur le conseil de Hassan, un nom beaucoup plus ambitieux : l’Association pour la promotion des droits civils à Gibraltar (AACR). Hassan était le vice-président du parti dirigé par Risso [3]. En 1948, Hassan lui succéda à la présidence [3] et dirigea l'AACR et la figure dominante de la politique du territoire pendant près de trente ans.
Lors d'une élection au Conseil législatif de Gibraltar, le 19 septembre 1956, quatre des sept candidats lauréats étaient les suivants : Hassan, Abraham Serfaty, Albert Risso et J. E. Alcantara. [4]
Son mandat a duré du 11 août 1964 au 6 août 1969 et du 25 juin 1972 au 8 décembre 1987. Dans les années 1960, Hassan s’est adressé à deux reprises au Comité spécial des Nations unies pour la décolonisation, s’opposant à la demande de l’Espagne visant Gibraltar et insistant pour que la grande majorité des Gibraltariens voulait rester britannique [2]. Il était l'un des membres de la Conférence constitutionnelle de 1968 présidée par Malcolm Shepherd, le 2ᵉ baron Shepherd, qui avait rédigé la première constitution de Gibraltar [5]. Hassan n'a perdu qu'une élection, l'élection de 1969, lorsque l'AACR n'a pas réussi à obtenir la majorité avec un seul siège, puisqu'il n'a obtenu que sept des quinze sièges de la Chambre. Le Parti de l'intégration avec la Grande-Bretagne (IWBP, partisan de l'intégration de Gibraltar au Royaume-Uni) a obtenu le soutien des membres indépendants de la Chambre d'assemblée et son chef, Robert Peliza, est devenu ministre principal et est resté pendant trois ans. Hassan a été réélu en 1972. Il a démissionné sans terminer son mandat de ministre en 1987 après la signature d’un accord sur l’utilisation partagée de l’aéroport de Gibraltar par l’Espagne et le Royaume-Uni, invoquant des raisons personnelles. Le vice-ministre en chef de l'époque, Adolfo Canepa, lui a succédé. Cependant, Canepa a perdu les élections de 1988 contre Joe Bossano du Parti travailliste socialiste de Gibraltar (GSLP) et les AACR ont été dissoutes peu de temps après. Bossano était l'un des principaux critiques de Hassan, l'accusant d'être trop conciliant envers le gouvernement britannique.